# Paramelomys naso
Paramelomys naso és una espècie de mamífer rosegador de la família dels múrids. És endèmic d'Indonèsia, on viu a altituds d'entre 0 i 1.000 msnm. El seu hàbitat natural són els boscos de plana. És una espècie en risc mínim, és a dir, no sembla que hi hagi cap amenaça significativa per a la seva supervivència. El seu nom específic, naso, significa ‘nas’ en llatí.